# Ștefan Mitroi
Șefan Mitroi (n. 5 mai 1956, Siliștea, județul Teleorman) este un scriitor și jurnalist român. A debutat, ca poet, în revista Astra din Brașov, când era elev în anul al II-lea de liceu.

## Studii
Absolvent al Facultății de Drept din Iași, în anul 1980.

## Studii complementare
Doctor în Drept, 2004.

## Cariera literară
A activat, în timpul studenției, în cadrul cenaclului Junimea din Iași, publicând versuri în revistele Opinia studențească, Convorbiri literare, Cronica, Tribuna, Luceafărul, România literară.
A primit, ca poet, numeroase premii la concursurile literare studențești și nu numai.
Ca prozator, a debutat, în 1983, în Suplimentul literar și artistic al ziarului Scânteia tineretului. După 1990, a publicat rar în revistele literare.

## Cariera profesională
- 1980: Procuror în Alexandria.
- 1981-1982: Instructor la Casa de Cultură a Studenților din București.
- 1983-1989: Redactor la ziarul Scânteia Tineretului.
- 1990-1992: Redactor-șef al ziarului Tineretul liber și președinte al Uniunii Ziariștilor Profesioniști din România.
- 1993-1996: Redactor-șef adjunct la Televiziunea Română.
- 1996-1997: Director al ziarului Azi.
- 1997-1998: Redactor-șef adjunct la ziarul Curierul Național
- 1998-2000: Consilier în Senatul României.
- 2001-2002: Director al ziarului Dimineața
- 2005-2005: Consilier pe probleme de cultură și presă al ministrului de Interne.
- 2007 și până în prezent: Șef de departament și cadru didactic la Academia de Poliție „Alexandru Ioan Cuza”.

## Volume publicate
- Nimic despre singurătate (publicistică), Editura Eminescu, 1986
- Războiul de după război (proză scurtă), Editura Eminescu, 1987
- Povești din Țara Arborado (literatură pentru copii), Editura Ion Creangă, 1988
- Somnul verde al copacilor (proză scurtă), Editura Eminescu, 1989
- Bolnav de înserare (poezii), Editura Ministerului de Interne, 1992
- Ce iei cu tine în mormânt (proză scurtă), Editura Eminescu, 1996
- Povești aproape întâmplate (literatură pentru copii), Editura Eminescu, 1998
- Adio, îngere păzitor (poezii), Editura Libra, 2001
- Buzunare cu grâu (poezii), Editura Eminescu, 2001
- Căderea în cer (roman), Editura Libra, 2003
- Gaura (roman), Editura Libra, 2004
- Viata inversă a lui Cocostel Ouatu (roman), Editura RAO, 2005
- Mașina de scărpinat, vol. I si II (teatru), Editura Libra, 2006
- Dulce ca pelinul (roman), Editura Libra și Detectiv, 2008
- Biblia pentru furnici, 2013 [1]

## Piese de teatru puse în scenă
- Sfârșitul lumii se amână, Teatrul Național din Iași, 2006
- Plutonul de execuție; Schimb de prizonieri; Ultimul tren, Teatrul Podul, 2006-2007
- Simion și alți eroi, Trupa Civic Art, 2008
- Povestea copilului care a salvat poveștile, Teatrul Ion Creangă (în pregătire)

## Traduceri
- La chute au ciel (Căderea in cer). Traducere în limba franceză de Laurent Rossion și Laurentiu Zoicaș, Editura Libra, 2004. Romanul a fost lansat la Târgul internațional de carte de la Geneva.
- O Buraco (Gaura). Traducere în limba portugheză de Dan Caragea, Cyberlex, Lisabona, 2008.